# Andrachne buschiana
Andrachne buschiana är en emblikaväxtart som beskrevs av Antonina Ivanovna Pojarkova. Andrachne buschiana ingår i släktet Andrachne och familjen emblikaväxter. Inga underarter finns listade i Catalogue of Life.